# 亞美尼亞語維基百科
亞美尼亞語維基百科，是網絡百科全書維基百科協同寫作計劃的亞美尼亞語版本，在2003年成立，但在2005年真正開始發展。亞美尼亞政府鼓勵每名國民為維基百科貢獻一篇條目，而亞美尼亞維基百科条目数在2018年7月超過243,000篇。

## 沿革

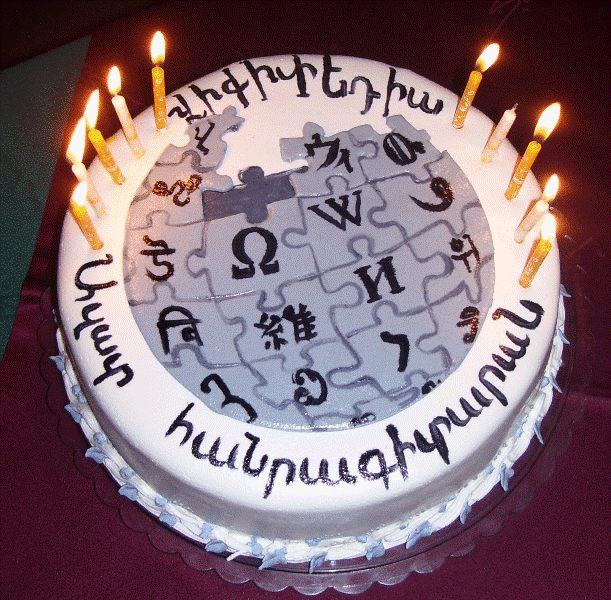
亞美尼亞維基百科編者為紀念維基百科成立10周年而製作的蛋糕

亞美尼亞語維基百科在2003年2月成立，但在2005年才開始發展。根據亞美尼亞網上報章《青年人》的資料，亞美尼亞語維基百科的第一篇條目是關於當地古代文獻手稿博物館（又稱「馬特納達蘭」）館藏手抄本的虛構文學。
有編者憶述，亞美尼亞語維基百科在2007年及以前並不普及，而且遠比其他語言版本冷清，參與編寫是沒有希望和沒有意思的；但是，亞美尼亞語維基百科持續發展，用戶數量上升，條目的質量和數量均有成長，而條目數量主要在2009年至2012年增長。亞美尼亞語維基百科在2011年有大約15,000篇條目，在2015年上升至182,000篇。
截至2014年，亞美尼亞語維基百科的條目數量比阿塞拜疆語維基百科等其他高加索地区國家的語言版本都優勝，而亞美尼亞也是这些国家中唯一設有官方維基媒體基金會分會的國家。

## 條目概況
截至2012年，亞美尼亞語維基百科的條目主要是關於藝術、歷史和電影。一名亞美尼亞語維基百科編者在2012年9月表示，亞美尼亞語維基百科有相當多介紹當地作家的條目，也有關於歷史的條目，但數量並不足夠，而且關於亞美尼亞歷史的條目較世界歷史的多；她指出，亞美尼亞語維基百科的精密科學條目比人文學科的少，只有少量天文學條目，更完全沒有關於生物學和植物學的條目。維基百科編者在2014年訂下優化科學條目的目標；另一名編者在2015年8月受訪時指出，亞美尼亞語維基百科關於亞美尼亞以外國家的地理條目狀態良好，生物學、醫學、心理學和物理學條目亦正發展中，因為這些科學領域均有好編者投身其中。
維基媒體基金會網誌的文章指，亞美尼亞編者撰寫的內容包括他們的興趣、偶像和嗜好，不過他們撰寫關於亞美尼亞的條目則更為深入，而亞美尼亞語維基百科編者亦希望有更多條目是關於科學和創新。
在亞美尼亞語維基百科上，部分條目同時有東部亞美尼亞語和西部亞美尼亞語兩種版本。但2019年语言委员会正式决定创建西部亚美尼亚语维基百科后，后者版本已悉数迁移。

## 編者社群

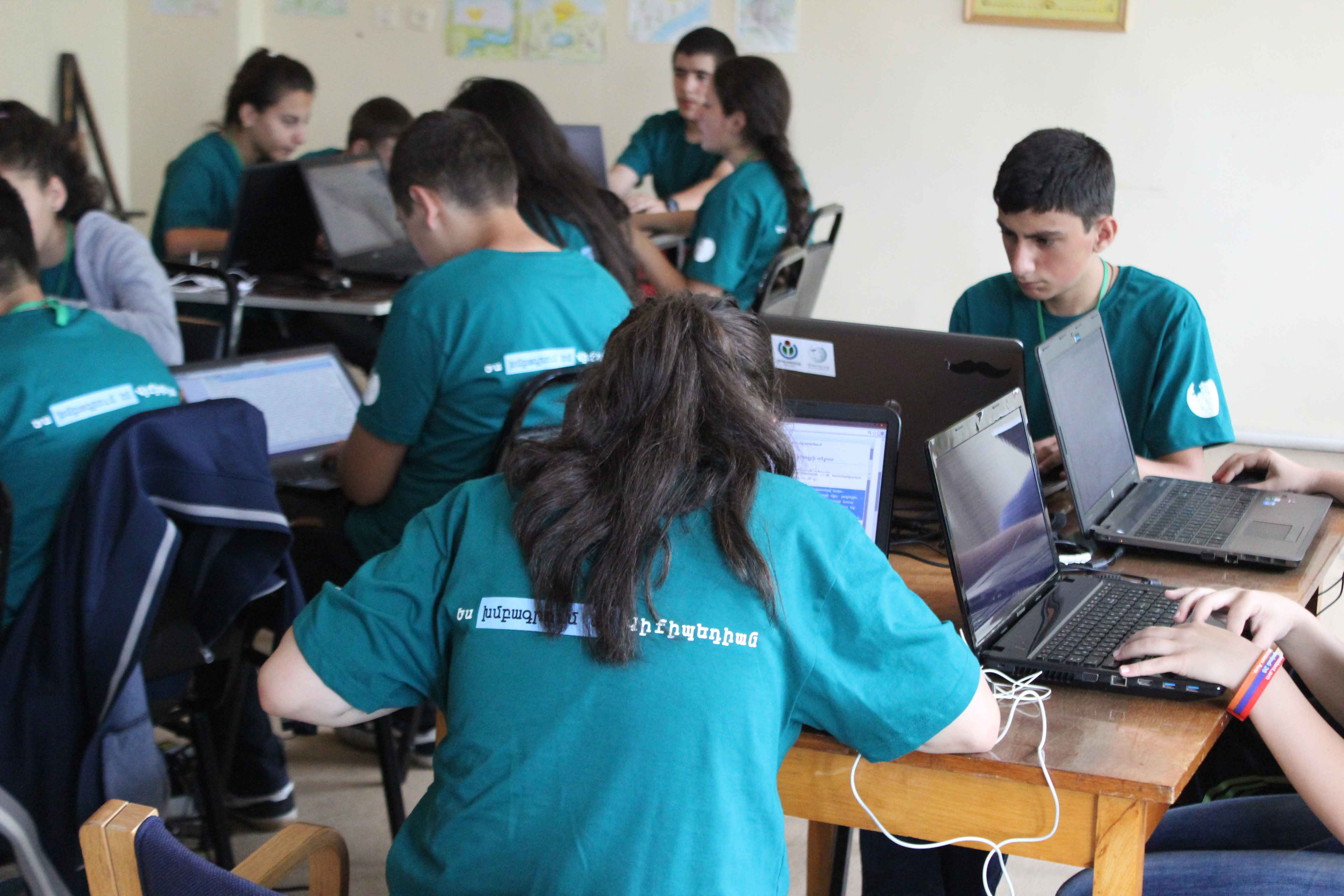
參與「維基營」活動的編者

### 社群結構及參與原因
亞美尼亞語維基百科的維基人來自各行各業，有學生、專業人士、建築師、歷史學家等。截至2013年2月，亞美尼亞語維基百科共有21,500名註冊編者，其中八人是管理員。
一篇維基媒體基金會網誌的文章指出，語言對亞美尼亞是涉及國家認同的重要事宜，亞美尼亞人以自己民族古老和獨特的語言為榮，希望令亞美尼亞語在網絡上普及起來，而發展亞美尼亞語維基百科正是此工作的一部分；一些編者也表示，他們編輯亞美尼亞語維基百科是為了讓亞美尼亞人能以自己的語言閱讀和寫作。

### 社群活動
有亞美尼亞語維基百科編者指出，亞美尼亞語維基百科舉辦了大量活動項目，因此普遍被其他地區的維基百科社群領袖視為最活躍的社群。
例如，亞美尼亞的維基百科社群在2011年舉辦了一場程式設計馬拉松，把其他維基百科語言版本的指引翻譯到亞美尼亞語維基百科；當天，有50人為維基百科翻譯了合共17篇指引，但他們大部分人沒有再編撰條目。此外，維基媒體基金會亞美尼亞分會在2014年舉行了兩次「維基營」，鼓勵14歲至20歲的學生參與編輯維基百科，並邀請傳媒出席記者會；「維基營」活動的參加者最少在維基百科上建立了6,422篇條目，並貢獻了最少25MB的內容，此活動在2014年度維基媒體國際會議上被譽為「最酷的维基媒体地方协会計畫之一」。

## 政府支持
亞美尼亞推行「一個亞美尼亞人，一篇條目」計劃，鼓勵每名國民為亞美尼亞語維基百科貢獻一篇條目，從而提升亞美尼亞語百科條目的數量和質量，並推廣亞美尼亞文化；不少亞美尼亞政客和藝人均支持此項目，該國教育和科學部部長阿爾緬·阿紹強親自在影片中呼籲國民參與，而國防部部長謝爾良·奧漢揚更創建了一篇關於亞美尼亞陸軍的條目。亞美尼亞總統謝爾日·薩爾基相曾到訪維基媒體基金會亞美尼亞分會的新聞大樓，並參與討論維基媒體計劃在亞美尼亞的發展。

## 所临困難
語言問題是亞美尼亞語維基百科面臨的問題之一。不少亞美尼亞國民寧願用俄語或英語在網上溝通，大部分亞美尼亞僑民的後代不太懂亞美尼亞語，而亞美尼亞亦只有37%的人口使用互聯網，這造成亞美尼亞語讀者數量有限。技術方面，不少手機不支援顯示或輸入亞美尼亞語，亞美尼亞語鍵盤配置亦不統一；由於亞美尼亞文有39個字母和很多標點符號，所以亞美尼亞編者不得不接受某些折衷的鍵盤佈局方案。部分外語詞彙並沒有對應的亞美尼亞語表達方式（例如電影攝影相關術語），亞美尼亞語維基百科只好使用俄語或英語的對應用語。

## 外部連結
- 亞美尼亞語維基百科 （页面存档备份，存于）